# Altendorf, Schweiz
Altendorf är en ort och kommun i distriktet March i kantonen Schwyz, Schweiz. Kommunen hade 7 369 invånare (2023).